# White X'mas
「White X'mas」（ホワイト・クリスマス）は、日本の男性アイドルグループ・KAT-TUNの8枚目のシングル。

## 概要
シングル初のクリスマスソング。作曲を担当したNAOのオリジナル曲「ここで待とう」が原曲となっている。
本作はKAT-TUNの作品としては初の期間限定生産。期間限定生産盤・初回限定盤の計2パターンのみでのリリース。初回限定盤はタイトル曲のみ収録で、PVとメイキング映像を収録したDVDを付属。期間限定生産盤はオリジナルカラオケを含めた計2曲収録で、525円のいわゆるワンコインシングル。
オリコンシングルチャートでは、デビューから8作連続で同チャート初登場1位を獲得。2008年集計分最終週の1位を飾り、初動売上は初の30万枚割れになったが、同社集計の年間シングルチャート24位を記録した。
2作連続のノンタイアップシングル。
今作、初めて韓国でCDリリースをしたが全て完売、これによりライブDVD「KAT-TUN LIVE TOUR 2008 QUEEN OF PIRATES」を2月15日に、シングルCD「ONE DROP」を2月25日に韓国で発売する事を決定した。

## 収録曲

### CD
1. White X'mas
  - 作詞:ECO、作曲:NAO
2. White X'mas（オリジナル・カラオケ）
期間限定生産盤のみ収録。

### DVD
※初回限定盤のみ収録
1. White X'mas（ビデオ・クリップ+メイキング）